# Jan Kujawski

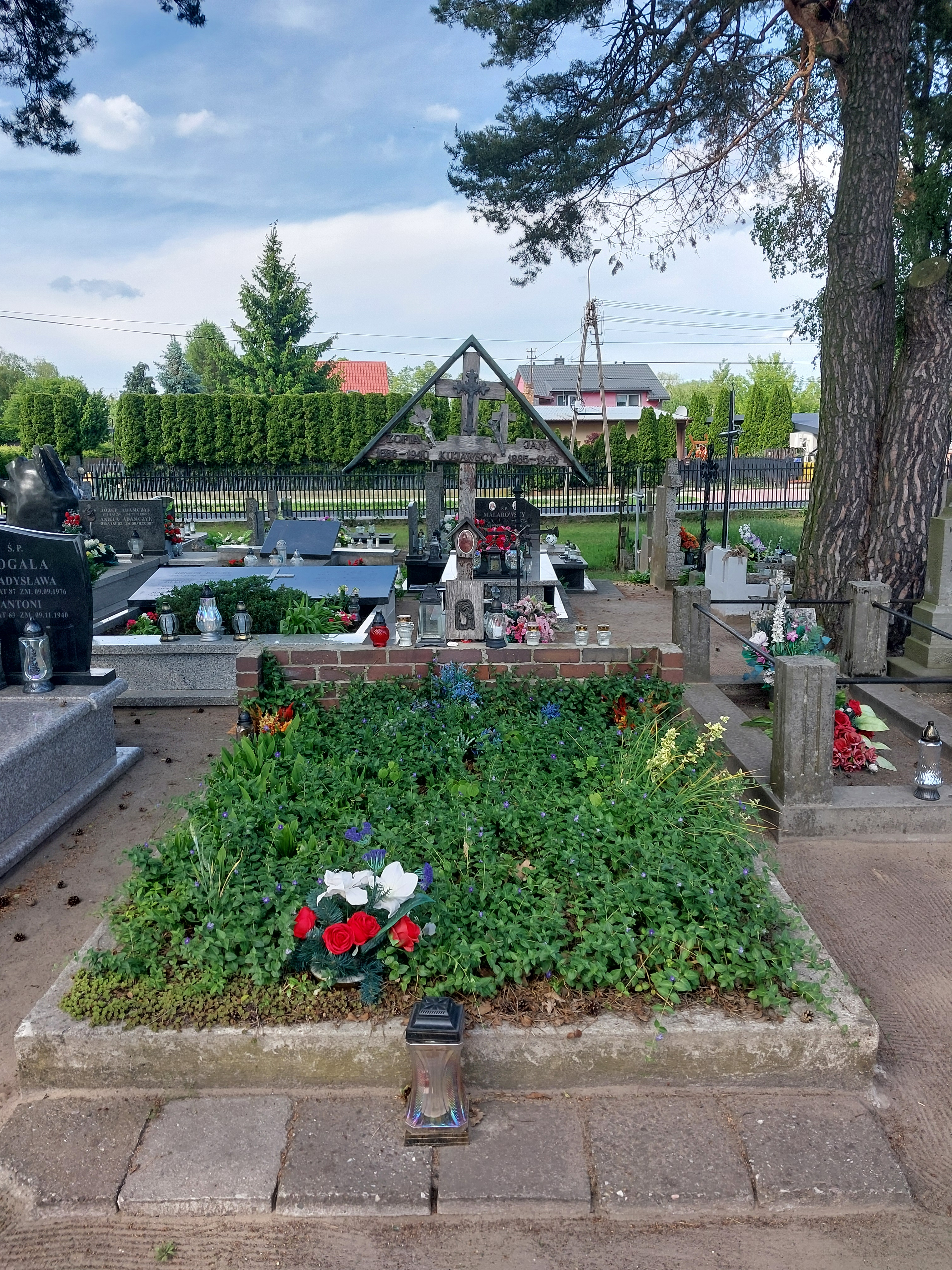
Grób Jana Kujawskiego i jego żony Zofii na cmentarzu parafialnym w Zaborowie

Jan Kujawski (ur. 23 maja 1885 w Zajeziorzu, zm. 4 marca 1948) – polski nauczyciel, działacz społeczny i oświatowy, kierownik szkoły powszechnej w Zaborowie.  

## Życiorys
Uczęszczał do szkoły podstawowej w Skępem. W 1908 ukończył Seminarium Nauczycielskie w Wymyślinie.
Po ukończeniu nauki rozpoczął pracę jako nauczyciel w szkole początkowej w Wiązownie. W 1905 wziął udział w akcji wprowadzania języka polskiego do szkół i w akcji gminnej. Uczestniczył w Zjeździe Nauczycielskim w Pilaszkowie koło Łodzi. W 1906 przeniósł się do Zaborowa, gdzie został kierownikiem szkoły. Zawiązał tam koło Polskiej Macierzy Szkolnej, a także uruchomił kursy dla analfabetów w języku polskim. Współpracował z ks. Mysłakowskim, m.in. prowadząc chór kościelny. W 1912 wraz z nauczycielami z Błonia, Czubina, Józefowa i Świecia zorganizował konferencje rejonowe, które służyć miały podnoszeniu poziomu nauczania. W okresie tym był prześladowany przez władze zaborcze.
Po wybuchu I wojny światowej został powołany jako rezerwista do armii rosyjskiej. Walczył w pułku gwardii na froncie w Prusach Wschodnich. Z powodu słabego zdrowia został wycofany z frontu i przeniesiony do intendentury polowej. Do rewolucji październikowej pełnił funkcję pomocnika komendanta i dowódcy kompanii w Żłobtnie nad Dnieprem.
W czerwcu 1918 wrócił do Zaborowa, obejmując dawne obowiązki nauczycielskie. Z ramienia Dozoru Szkolnego zajął się organizacją szkolnictwa na terenie gminy Zaborów. W 1923 był jednym z założycieli i członkiem zarządu nowo powołanego Spółdzielczego Stowarzyszenia Spożywców „Zaborów”. Zakładał także Ochotniczą Straż Pożarną i kółko rolnicze. Był także członkiem Rady Gminnej i Komisji Rewizyjnej. Działał w Okręgu Warszawskim Związku Nauczycielstwa Polskiego. W 1924 ukończył roczny Wyższy Kurs Nauczycielski z przedmiotów humanistycznych. W 1928 zainicjował usypanie kopca dla upamiętnienia dziesiątej rocznicy odzyskania niepodległości. W 1933 był inicjatorem budowy nowoczesnego budynku szkoły. W 1937 został członkiem Komitetu Parafialnego Parafii Nawiedzenia Najświętszej Maryi Panny w Zaborowie. W 1938 przeszedł na emeryturę. Jego następcą na stanowisku kierownika szkoły został Antoni Dałek. Mieszkał do swojej śmierci na terenie szkoły, w budynku nazywanym „Kujawianką”. Po upadku powstania warszawskiego pomagał w swoim domu uciekinierom z Warszawy.
Zmarł 4 marca 1948. Został pochowany na cmentarzu parafialnym w Zaborowie.

## Rodzina
Był synem Tomasza, rolnika, i Petroneli z Brejerów. 12 lipca 1913 w kościele św. Marcina w Mochowie ożenił się z Zofią Benigną Pietkiewicz (1886-1940). Jego bratankiem i przybranym synem był Edmund Kujawski (1921-2014), powstaniec warszawski i pracownik PAN.  

## Ordery i odznaczenia
- Srebrny Krzyż Zasługi (11 listopada 1935)[13]

## Upamiętnienie
Jest patronem ulic w Zaborowie i Feliksowie. W Szkole Podstawowej im. Powstańców 1863 Roku w Zaborowie została odsłonięta tablica upamiętniająca Jana Kujawskiego.